# Institut des émigrants suédois
 (septembre 2020).
Si vous disposez d'ouvrages ou d'articles de référence ou si vous connaissez des sites web de qualité traitant du thème abordé ici, merci de compléter l'article en donnant les références utiles à sa vérifiabilité et en les liant à la section « Notes et références ».

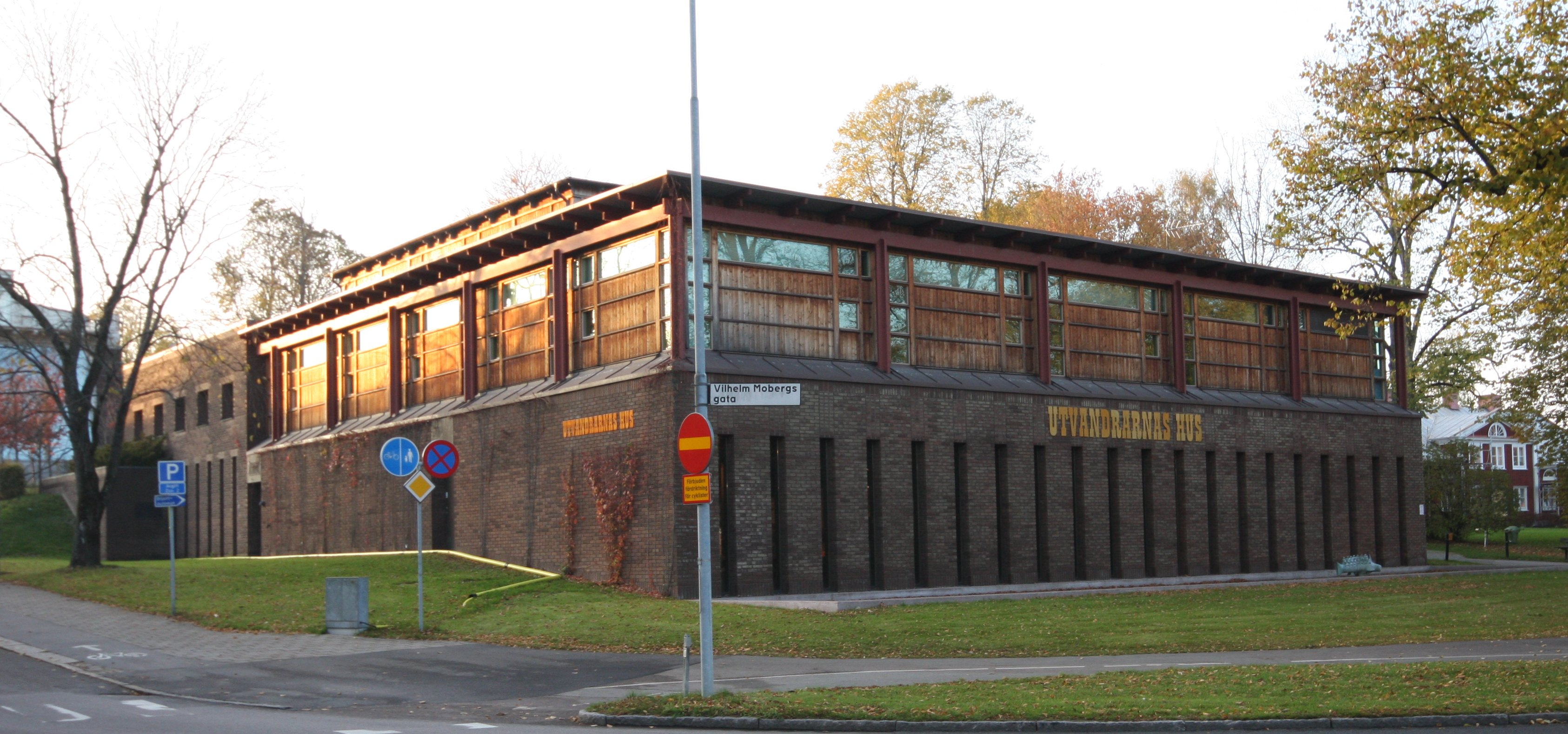
Utvandrarnas hus

L'Institut des émigrants suédois (en suédois Svenska Emigrantinstitutet) gère les activités (archives, bibliothèque, recherche et expositions) de la maison des émigrants à Växjö. Son but est d'encourager la recherche sur les émigrants suédois et de favoriser les contacts avec les descendants de ceux-ci.

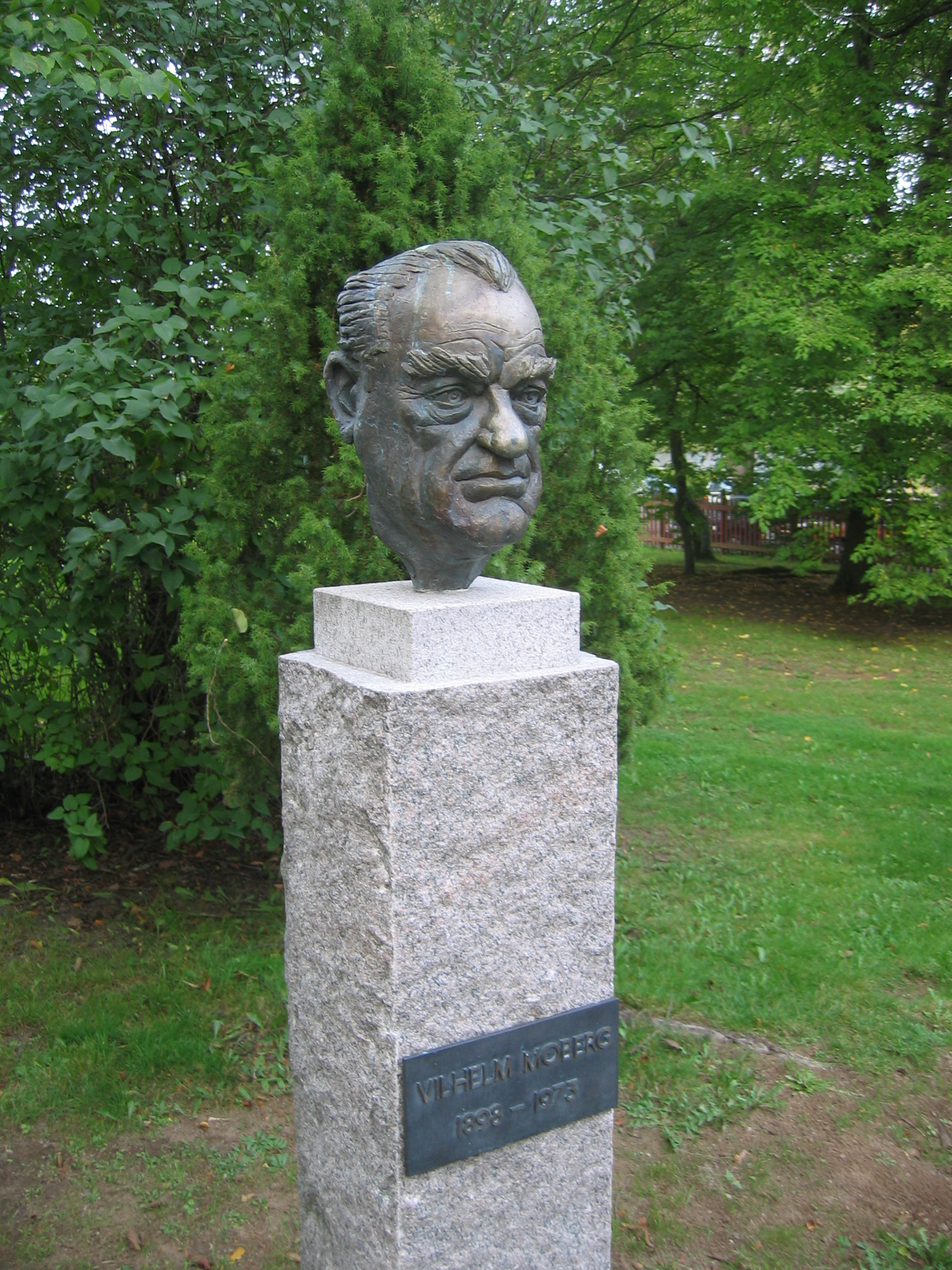
Statue de Vilhelm Moberg